# 軍事演習

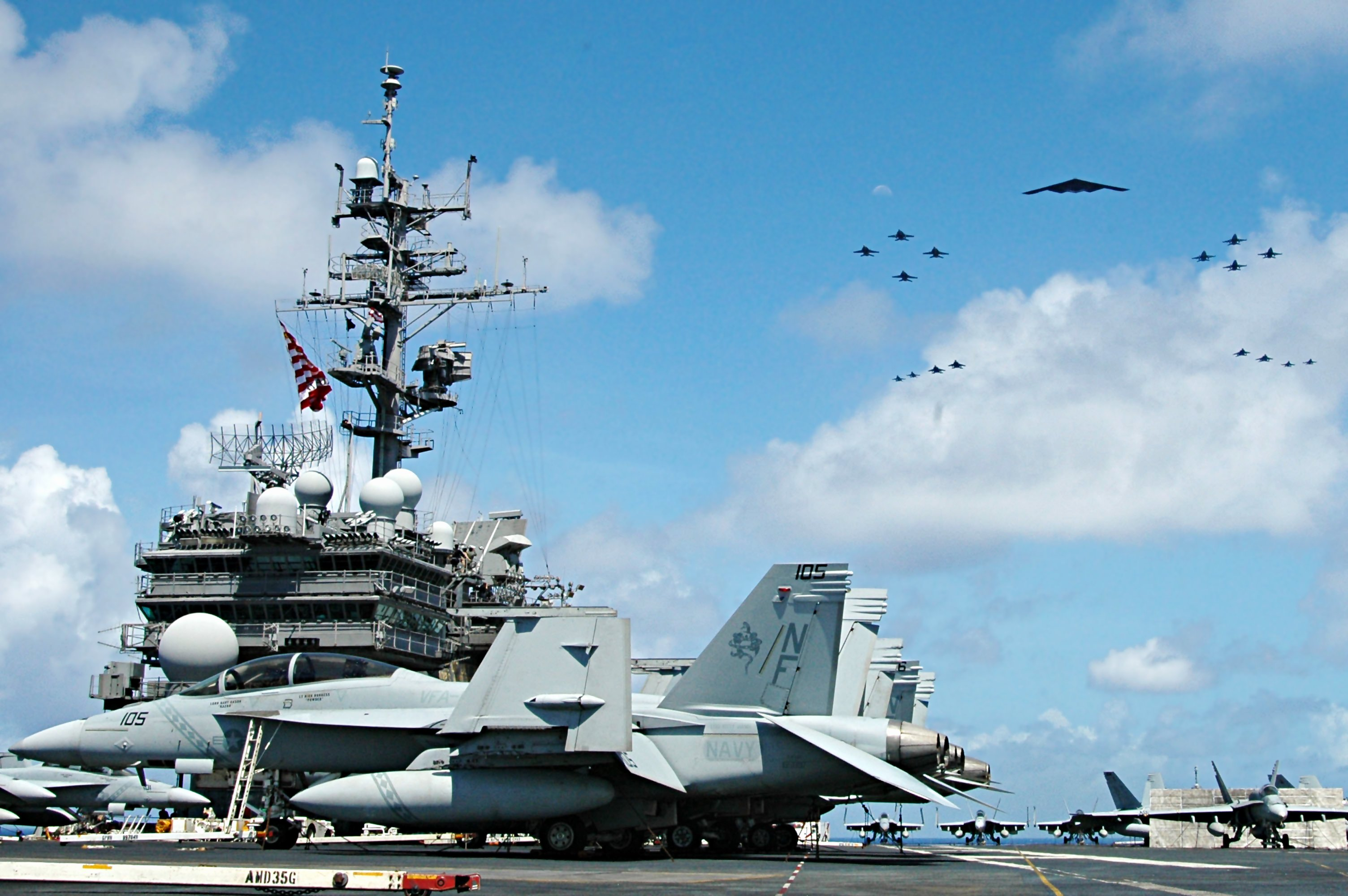
空母「キティホーク」で行われた、ベトナム戦争以降最大のアメリカ海軍の軍事演習の様子

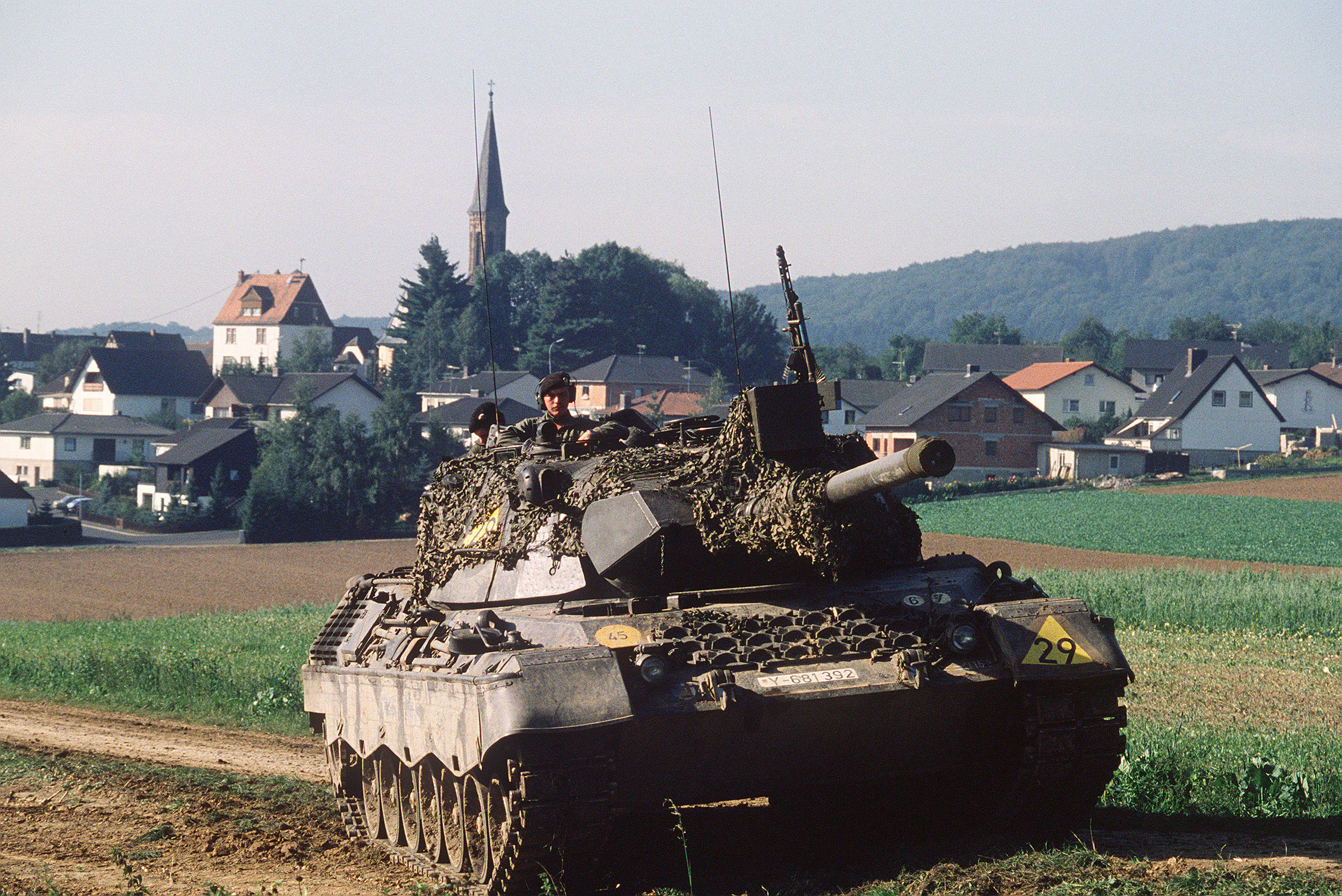
1983年のリフォージャー演習に参加するドイツ軍のレオパルト1戦車

軍事演習（ぐんじえんしゅう、英語：Military exercise, War game）は、軍事分野での兵士の育成を目標として行われる、戦闘模擬の演習のこと。軍事技術を兵士たちが付与するための訓練とは厳密に異なる。兵士の育成の他、兵器の運用テストや評価を目的として行われる事もある。
20世紀以降の軍事演習は、たびたび実戦作戦のようなコードネームをつけたものが多く行われている。

## 歴史
軍事演習で確認されている最古の記録は、フリードリヒ2世の命令によって1740年頃から行われたもので、これが本格的な軍事演習の前兆になったと言われている。
また、1870年-1871年に起こった普仏戦争ではプロイセンが勝利をつかんだが、これにはプロイセン軍が1811年頃から続けてきた、軍事演習の積み重ねの成果が表れたと認識された。軍事演習はこの戦争以後、他国でも人気を博し多く行われるようになった。
20世紀に入ると、軍事演習の中での兵士の反応や行動なども研究されるようになった。第二次世界大戦の後にアメリカ軍は、C4Iシステムなどの研究をランド研究所に依頼している。冷戦期に米軍は、ソ連の核戦争を想定した多くの机上作戦演習を行っている。現在は、テロを想定した軍事演習が多い。
現代の軍事演習は、複数の国家間で行うものも多い。多国間で軍事演習を行う事により、システムや作戦の違いなどを互いに確認し、実戦時によりよく行動できる事も重視されている。ただ軍隊組織は転勤が多いため、比較的毎年行わなければ、連携の確認ができず、戦闘力が維持できないとされている。トランプ大統領は軍事演習の金銭的な無駄遣いとして、韓国との合同軍事演習を停止したことはあるが、戦闘力が維持できないと軍の高官から抗議を受けている。
記述した軍事演習の本来の目的以外に、軍事的に緊張関係のある関係国への示威行為として行われる要素も多分にある。また軍事演習を名目に侵略の契機としたり、侵略準備行動がされたりしてきたという歴史もあるため、深刻な対立国からみたら不愉快極まりなく、抗議を受けることがある。
近年では拡張現実を導入したXARMEXの研究・開発も進められている。

## 各国の軍事演習

### アメリカ合衆国
アメリカは自国防衛の軍事演習の他、アメリカ統合軍などアメリカの海外駐留部隊や友好国、軍事同盟国などとの軍事演習を頻繁に行っている。中でも、NATO加盟国、日本やオーストラリアなどの軍事同盟国や、インドやフィリピンなどの、アメリカ軍の海外駐留派遣において重要な位置にある国との軍事演習は度々である。近年では、テロ対策に関係する軍事演習が多く行われている。
また、米軍は、実際の兵器を破壊するなどの、より現実的で大規模な軍事演習を多く行う。多くあるのは、老朽化などにより廃棄された戦車・軍艦・軍用機などを、新型兵器の性能を確認するために破壊したりするものである。また、戦闘機を改造した無人航空機をリモートコントロールによって飛行させ、パイロットが撃墜するなどといったものも行われている。
大規模かつ定期的な多国間演習として以下のようなものが行われている。
- 環太平洋合同演習：ハワイにおいて隔年で実施。環太平洋諸国が参加。通称「リムパック」（Rim-Pacificの略）。
- チーム・スピリット：韓国との定期合同演習。
- コブラ・ゴールド：タイ王国で行われる東南アジア諸国を中心とした国々との合同演習。

### 日本
日本において、主に陸海空のそれぞれで演習が行われる。代表的な例として、陸上の場合は戦闘団検閲があり、これは、1個普通科連隊に各職種部隊を併合して師団における作戦単位として総合運用能力の維持向上を目的に行われる。大まかに分類したとして、最小の演習単位としては小隊検閲、最大の単位は師団対抗演習があげられる。最近においては、方面隊の総合演習として北部方面隊が隷下部隊全てを動員し、演習を行った事例もある。